# 迈松塞勒拉茹尔当
迈松塞勒拉茹尔当（法語：Maisoncelles-la-Jourdan，法語發音：[mɛzɔ̃sɛl la ʒuʁdɑ̃] ⓘ）是法国卡尔瓦多斯省的一个旧市镇，属于维尔区。2016年1月1日，该市镇与7个临近市镇合并为新市镇维尔诺曼底（Vire Normandie）。

## 地理
迈松塞勒拉茹尔当（48°48'2"N, 0°50'59"W）面积13.54 平方千米，位于法国诺曼底大区卡爾瓦多斯省，该省份为法国西北部沿海省份，北濒大西洋英吉利海峡，东北与滨海塞纳省以海上边界相接，东临厄尔省，南至奧恩省，西与芒什省接壤。
与迈松塞勒拉茹尔当接壤的市镇（或旧市镇、城区）包括：鲁卢尔、圣日耳曼德塔勒旺德-拉朗德沃蒙、大特吕特梅尔、绍略。

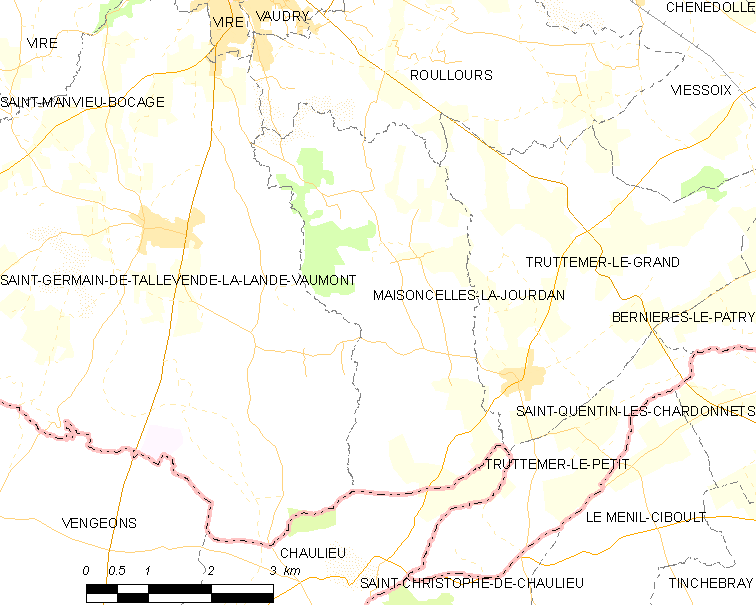
迈松塞勒拉茹尔当的OSM定位图

迈松塞勒拉茹尔当的时区为UTC+01:00、UTC+02:00（夏令时）。

## 行政
迈松塞勒拉茹尔当的邮政编码为14500，INSEE市镇编码为14388。

## 政治
迈松塞勒拉茹尔当所属的省级选区为维尔诺曼底县。

## 人口

1962-2008年间迈松塞勒拉茹尔当人口变化图示

迈松塞勒拉茹尔当于2018年1月1日时的人口数量为461人。